# 平安南道 (日本統治時代)

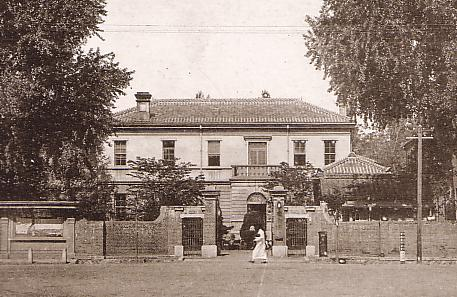
旧平安南道庁舍

平安南道（へいあんなんどう、ピョンアンナムド）は、日本統治時代の朝鮮の行政区画の一つ。現在の朝鮮民主主義人民共和国（北朝鮮）の平安南道及び平壌直轄市を合わせた地域にあたる。道庁は平壌に置かれた。

## 概要
朝鮮西北部、平安道地方の南半分にあたる。北に平安北道、東に咸鏡南道、南に黄海道と接する。

## 人口
昭和11年現住戸口調査より
- 総人口　1,434,540人
  - 内訳
    - 内地人　39,094人
    - 朝鮮人　1,390,298人
    - その他　5,148人

## 行政区分
昭和20年（1945年）当時

### 府
- 平壌府
- 鎮南浦府

### 郡
- 大同郡
  - 青龍面、栗里面、龍淵面、南串面、古平面、龍山面、大宝面、南兄弟山面、金祭面、在京里面、斧山面、龍岳面、柴足面、林原面
- 順川郡
  - 順川邑、仙沼面、新倉面、殷山面、厚灘面、舎人面、慈山面、内南面、北倉面
- 孟山郡
  - 孟山面、智徳面、藹田面、東面、元南面、鶴泉面、封仁面、玉泉面
- 陽徳郡
  - 陽徳邑、双龍面、化村面、呉江面、温泉面、東陽面、大倫面
- 成川郡
  - 成川面、九龍面、崇仁面、大谷面、三興面、陵中面、通仙面、霊泉面、三徳面、双龍面、四佳面、大邱面
- 江東郡
  - 勝湖邑、江東面、三登面、元灘面、高泉面、鳳津面
- 中和郡
  - 中和面、東頭面、楓洞面、水山面、天谷面、祥原面、看東面、新興面、海鴨面、楊井面、唐井面
- 龍岡郡
  - 龍岡面、池雲面、吾新面、多美面、陽谷面、三和面、大代面、新寧面、金谷面、貴城面、海雲面、瑞和面、龍月面
- 江西郡
  - 江西面、東津面、芿次面、草里面、普林面、城岩面、水山面、咸従面、新井面、甑山面、赤松面、星台面、班石面、双龍面
- 平原郡
  - 永柔邑、公徳面、東岩面、順安面、両花面、徳山面、漢川面、青山面、鷺池面、龍湖面、海蘇面、検山面、朝雲面、西海面、粛川面、東松面
- 安州郡
  - 安州邑、東面、雲谷面、大尼面、龍花面、燕湖面、立石面、新安州面
- 价川郡
  - 价川邑、中西面、中南面、鳳東面、朝陽面、北面
- 徳川郡
  - 徳川面、日下面、豊徳面、城陽面、蚕島面、蚕上面
- 寧遠郡
  - 寧遠面、永楽面、成龍面、大興面、小白面、新城面、徳化面、温和面、太極面

## 歴代平安南道知事（道長官を含む）
1919年8月以前は「平安南道長官」。
| 氏名       | 在任期間                       | 備考                      |
| ---------- | ------------------------------ | ------------------------- |
| 松永武吉   | 1910年10月1日 - 1916年3月28日  | 平安南道長官              |
| 工藤英一   | 1916年3月28日 - 1919年9月26日  | 1919年8月より平安南道知事 |
| 篠田治策   | 1919年9月26日 - 1923年2月24日  |                           |
| 米田甚太郎 | 1923年2月24日 - 1926年3月8日   |                           |
| 青木戒三   | 1926年3月8日 - 1929年1月21日   |                           |
| 園田寛     | 1929年1月21日 - 1931年9月23日  |                           |
| 藤原喜蔵   | 1931年9月23日 - 1935年4月1日   |                           |
| 安武直夫   | 1935年4月1日 - 1936年5月21日   |                           |
| 上内彦策   | 1936年5月21日 - 1938年8月18日  |                           |
| 石田千太郎 | 1938年8月18日 - 1941年11月19日 |                           |
| 高安彦     | 1941年11月19日 - 1942年6月2日  |                           |
| 下飯坂元   | 1942年6月2日 - 1944年9月20日   |                           |
| 井坂圭一良 | 1944年9月20日 - 1945年5月20日  |                           |
| 古川兼秀   | 1945年6月16日 -                | 日本統治下最後の知事      |

## 法院（裁判所）
昭和16年（1941年）当時
- 平壌覆審法院
- 平壌地方法院
- 平壌地方法院鎮南浦支庁
- 平壌地方法院安州支庁
- 平壌地方法院徳川支庁

## 刑務所
昭和16年（1941年）当時
- 平壌刑務所

## 警察
昭和2年（1927年）当時
- 平安南道警察部
  - 平壌警察署
  - 鎮南浦警察署
  - 大同警察署
  - 順川警察署
  - 孟山警察署
  - 陽徳警察署
  - 成川警察署
  - 江東警察署
  - 中和警察署
  - 龍岡警察署
  - 江西警察署
  - 平原警察署
  - 安州警察署
  - 价川警察署
  - 徳川警察署
  - 寧遠警察署

### 憲兵警察制度下における憲兵部隊
大正4年（1915年）当時
- 平壌憲兵隊
  - 平壌憲兵分隊
  - 成川憲兵分隊
  - 寧遠憲兵分隊
  - 徳川憲兵分隊
  - 安州憲兵分隊

## 税務
昭和16年（1941年）当時

### 税務署
- 平壌税務署
- 鎮南浦税務署

## 専売局
昭和16年（1941年）当時
- 平壌地方専売局

## 気象
昭和17年（1942年）当時
- 平壌測候所

## 高等教育機関
- 平壌工業専門学校
- 平壌医学専門学校
- 平壌師範学校
- 崇実専門学校
- 大同工業専門学校

## 日本軍駐屯地
昭和11年（1936年）の平時編制
- 第20師団（平壌府）
- 歩兵第39旅団（平壌府）
- 歩兵第77連隊（平壌府）
- 高射砲第6連隊（平壌府）

## 鉄道
昭和20年（1945年）の路線

### 総督府鉄道
- 京義線
- 平元線
- 平南線
- 満浦線
- 价川線
- 平壌炭鉱線

### 私鉄
- 西鮮中央鉄道
- 朝鮮平安鉄道

## 道路
昭和2年（1927年）当時

### 一等道路
- 京城義州線
- 平壌元山線
- 平壌鎮南浦線

### 二等道路
- 議政府平壌線
- 海州鎮南浦線
- 甕津鎮南浦線
- 海州陽徳線
- 新安州咸興線
- 安州義州線
- 安州富山洞線
- 平壌寧遠線
- 鎮南浦広梁湾線
- 粛川広梁湾線
- 粛川成川線
- 元山楚山線

## 港湾
昭和6年（1931年）当時

### 開港
- 鎮南浦港

### 地方港
- 老江鎮港
- 漢川港
- 平壌港
- 保山港

## 鉱山
- 三徳鉱山（金・銀・銅・鉛）
- 三川鉱山
- 价川鉄山
- 安州炭鉱
- 大宝面炭鉱
- 江西炭鉱
- 海軍平壌鉱業部（石炭）

## 神社
- 平壌神社
- 鎮南浦神社

## 企業

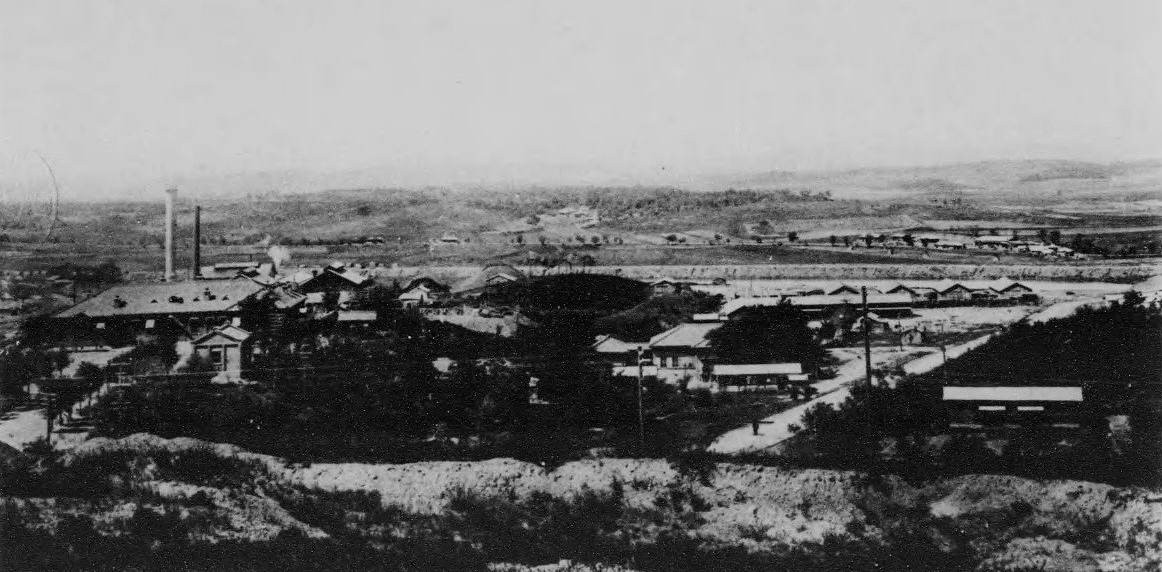
平壌鉱業所

道内に本社を有する資本金50万円以上の企業である（昭和15年・1940年当時）

### 農林水産業
- 中外興業
- 平安農事
- 滝産業

### 鉱業
- 順安砂金
- 鳳泉無煙炭鉱
- 柴田鉱業
- 朝鮮理研鉱業

### 建設業
- 中平組

### 製造業
- 西鮮繰綿
- 日本穀産工業
- 朝鮮小野田セメント製造
- 朝鮮理研金属

- 太平醸造
- 大同醸造
- 国良醤油

- 七星醸造
- 平安醸造
- 加藤精米所

### 電気業
- 西鮮合同電気

### 運輸業
- 朝鮮平安鉄道
- 西鮮中央鉄道
- 大同運輸
- 平壌自動車
- 平南陸運

### 卸売小売業
- 朝鮮商工
- 平南木材
- 日新石油
- 西鮮米油
- 平壌青果

### 金融業
- 平壌興業
- 平南無尽

## マスメディア

### ラジオ放送局
昭和20年（1945年）8月当時
- 朝鮮放送協会平壌放送局（呼出符号：JBBK）

### 日本語新聞
昭和16年（1941年）当時
- 平壌毎日新聞

## 出身有名人
この時代に生まれ育つか、または活躍した者を掲載
- 白善燁（韓国の軍人）
- 曺晩植（独立運動家）
- 金日成（朝鮮民主主義人民共和国国家主席）
- 金史良（作家）